# Bãi đá khắc cổ Khe Hổ
Bãi đá khắc cổ Khe Hổ là nơi có những khối đá lớn có khắc các hình từ thời cổ, ở bản Hang Chú xã Hang Chú huyện Bắc Yên tỉnh Sơn La, Việt Nam.
Bãi đá được Bộ Văn hóa, Thể thao và Du lịch xếp hạng là di tích quốc gia theo Quyết định số 4107/QĐ ngày 12/12/2014.

## Vị trí địa lý
Bãi đá khắc cổ Khe Hổ ở cách thị trấn huyện lỵ Bắc Yên 21°14′48″B 104°26′01″Đ / 21,24673°B 104,433511°Đ cỡ 18 km đường thẳng hướng tây bắc.
Tuy nhiên đề tiếp cận bãi đá thì phải đi khoảng gần 60 km đường bộ. Từ thị trấn đi theo đường tỉnh 112 qua các xã Tà Xùa và Làng Chếu, đến xã Xím Vàng thì sang đường liên xã miền núi hướng tới trung tâm hành chính xã Hang Chú 21°21′59″B 104°18′08″Đ / 21,366523°B 104,302343°Đ Khi đến bản Hang Chú, còn cách UBND xã Hang Chú cỡ 3 km đường bộ, thì dừng lại tìm bãi đá.